# Левкена сиза
Левкена сиза (Leucaena leucocephala) — вид дерев родини левкена (Leucaena).

## Назва
Біномінальна назва походить від зовнішнього вигляду квітів — грец. λευκό, що означає «білий», та грец. κέφαλος, що означає «голова».

## Будова

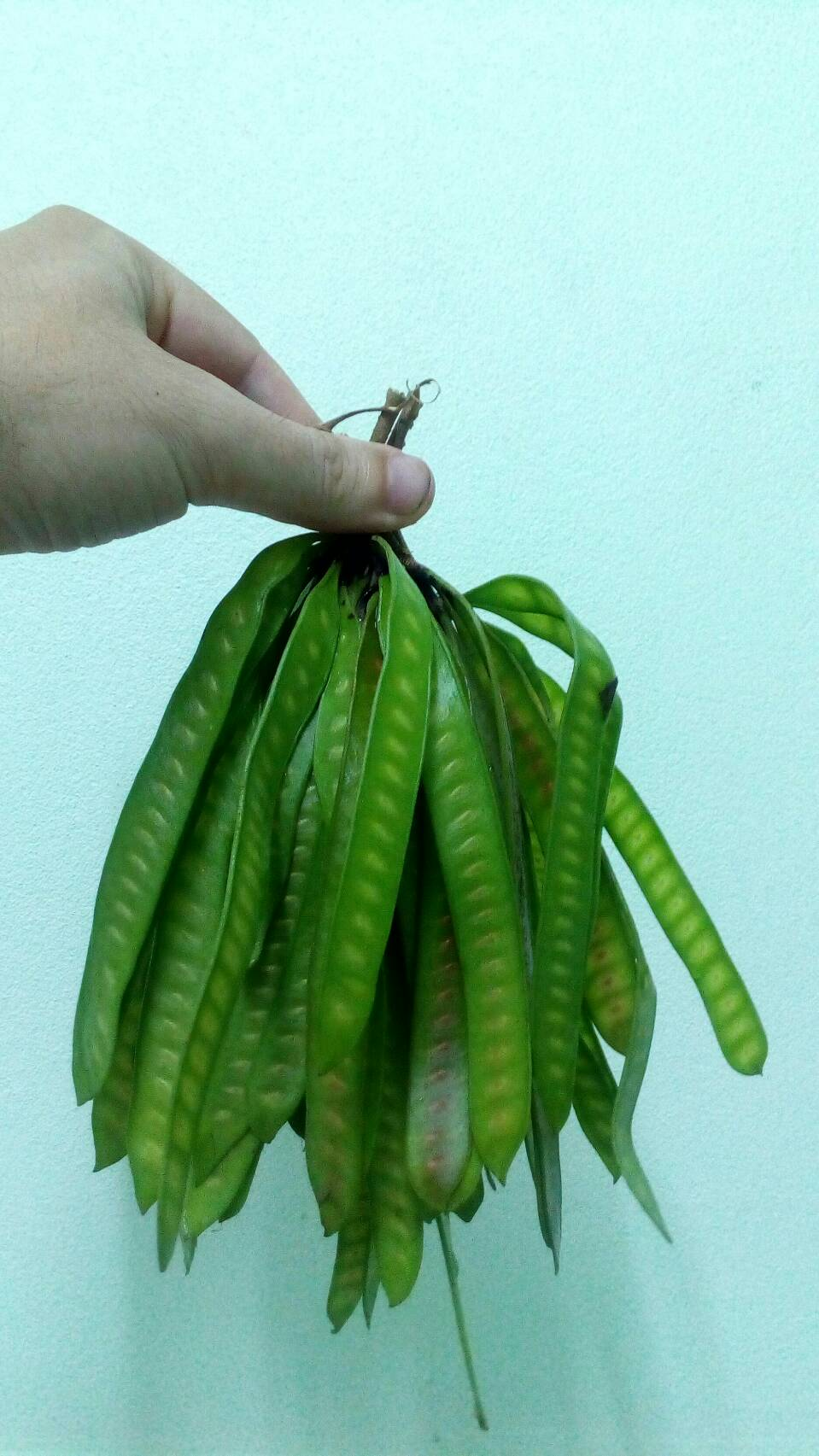
Пучок стручків з базару в Убон Рачатані

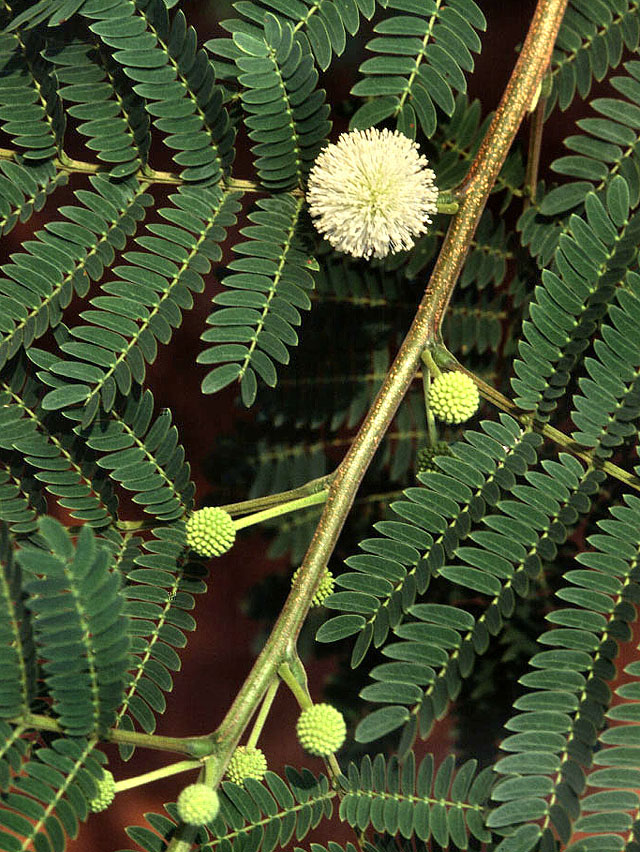
Суцвіття у вигляді білих кульок

Невелике швидкоростуче дерево від 7 до 19 метрів. Подвійноперисте листя має 6-8 черешків з 11-23 листочками на кожному. Біле суцвіття має характерну круглу форму. Плід — стручок 8-16 мм довжини з 15-30 насінинами.

## Поширення та середовище існування
Походить з Мексики та Центральної Америки (Беліз, Гватемала). У 17 ст. завезена іспанцями на Філіппіни для годування коней. Зараз широко розповсюджена людьми у багатьох тропічних країнах. Орієнтовно у світі це дерево покриває територію в 2-5 мільйонів гектар.

## Практичне використання
Leucaena leucocephala застосовують у багатьох сферах. Найчастіше дерево використовують для годування свійських тварин. На Філіппінах та Індонезії посадками левкени сизої укріпляють схили гір та межі сільськогосподарських полів.
Деревина має високу цінність як паливо.
Молоде листя та стручки вживають у їжу в Таїланді. Їх їдять як свіжими у вигляді гарніру так і приготовленими. Має високі антиоксидантні властивості.